# Victor Carlson (riksdagsman)
Anders Victor Carlson (i riksdagen kallad Carlson i Stockholm), född 1 juni 1839 i Vallby församling, Uppsala län, död 10 oktober 1905 i Jakob och Johannes församling, Stockholms stad, var en svensk bokförläggare och riksdagsman. Han var ledamot av riksdagens andra kammare.